# Gradski stadion Tušanj
Stadion Tušanj je stadion u Tuzli, u Bosni i Hercegovini. Nalazi se u naselju Tušnju.

## Povijest
Stadion se počeo graditi u proljeće 1947. Radili su ga učenici iz tuzlanskih srednjih škola i radnici, koji su pomagali. U tom vremenu sustav se stalno mijenjao i bilo je pitanja hoće li se klub kvalificirati ili neće u bolju razinu natjecanja. Zbog slabljenja entuzijazma, radovi su se prekidali.
U to vrijeme FK Sloboda je igrala na stadionu FK Proletera iz Kreke.
1955. osnovana je Zonska liga, u kojoj su se osim Slobode još natjecali i: FK Sarajevo, FK Borac, NK Čelik i FK Željezničar. Ta liga je zanimala stanovnike Tuzle, te su se igre Slobode popravile, pa se gradnja stadiona nastavila. Stadion je konačno dovršen 1957., a otvoren 28. srpnja te godine prijateljskom utakmicom između FK Slobode i NK Zagreba. Rezultat utakmice je bio pobjeda Slobode 5:2. Tu prvu utakmicu na stadionu je pratilo oko 10.000 gledatelja. 
Stadion je reflektore dobio 1979., a ponovna obnova dogodila se 2004.

### Obnova
U tijeku je rekonstrukcija stadiona Tušnja. 1. srpnja 2009. se počela graditi sjeverna tribina, čime bi se povećao stadionski kapacitet na preko 7.000 sjedećih mjesta. Nakon što se dovrši ta tribina, očekuje se raspisivanje natječaja za izgradnju istočne i južne tribine koje će zajedno imati oko 10.000 sjedećih mjesta. Dovršetkom sjeverne, istočne i južne tribine stadion bi imao preko 20.000 sjedećih mjesta, čime bi zadovoljio sve FIFA-ine i UEFA-ine kriterije. Više od dvije godine od početka radova, sjeverna tribine još uvijek nije završena. Njen završetak očekuje se u 2012. godini, dok još uvijek nije poznato kada će se raspisati natječaj za ostale tribine.